# (34537) 2000 SW221
2000 SW221 (asteroide 34537) é um asteroide da cintura principal. Possui uma excentricidade de 0.16004160 e uma inclinação de 13.04652º.
Este asteroide foi descoberto no dia 26 de setembro de 2000 por LINEAR em Socorro.